# Sakubloom

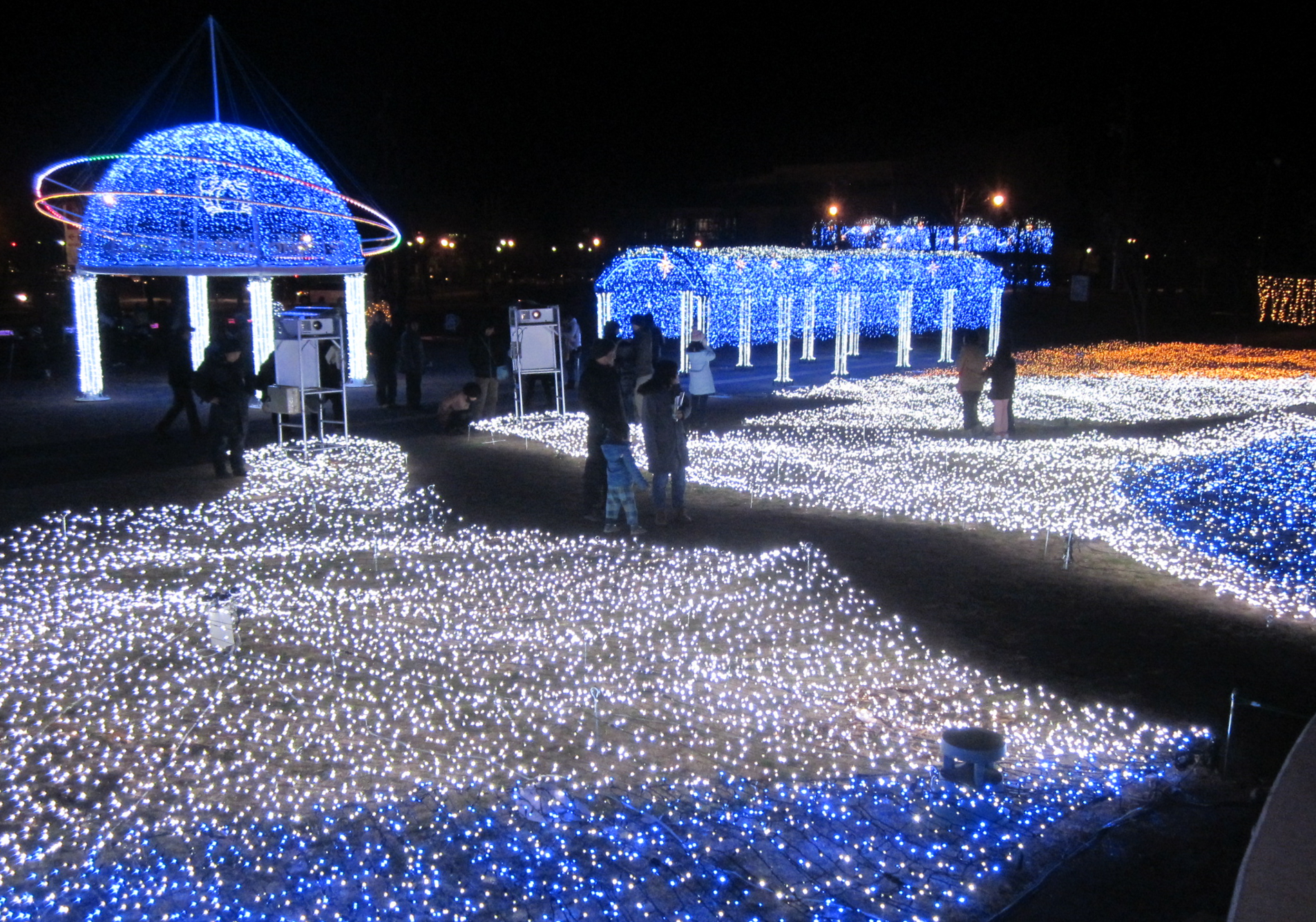
SAKU BLOOM 2013

SAKUBLOOM（サクブルーム）は、長野県佐久市で2012年より行なわれている冬のイルミネーションイベントである。

## 場所
2012年より、JR佐久平駅徒歩1分のミレニアムパーク内に毎年設営されている。

## イベント
- スイーツイベント
- 星空ウエディング(2013～)
- ウルトラマンイベント(2013～)
- 3Dプロジェクションマッピング(2013)
- オリジナルアニメーション星の妖精と出会えた奇跡(2014)
- イルミネーション2017 (2017)[1]